# Rhaphidophora moluccensis
Rhaphidophora moluccensis är en kallaväxtart som beskrevs av Adolf Engler och Kurt Krause. Rhaphidophora moluccensis ingår i släktet Rhaphidophora och familjen kallaväxter. Inga underarter finns listade.